# Prosphorion-Hafen

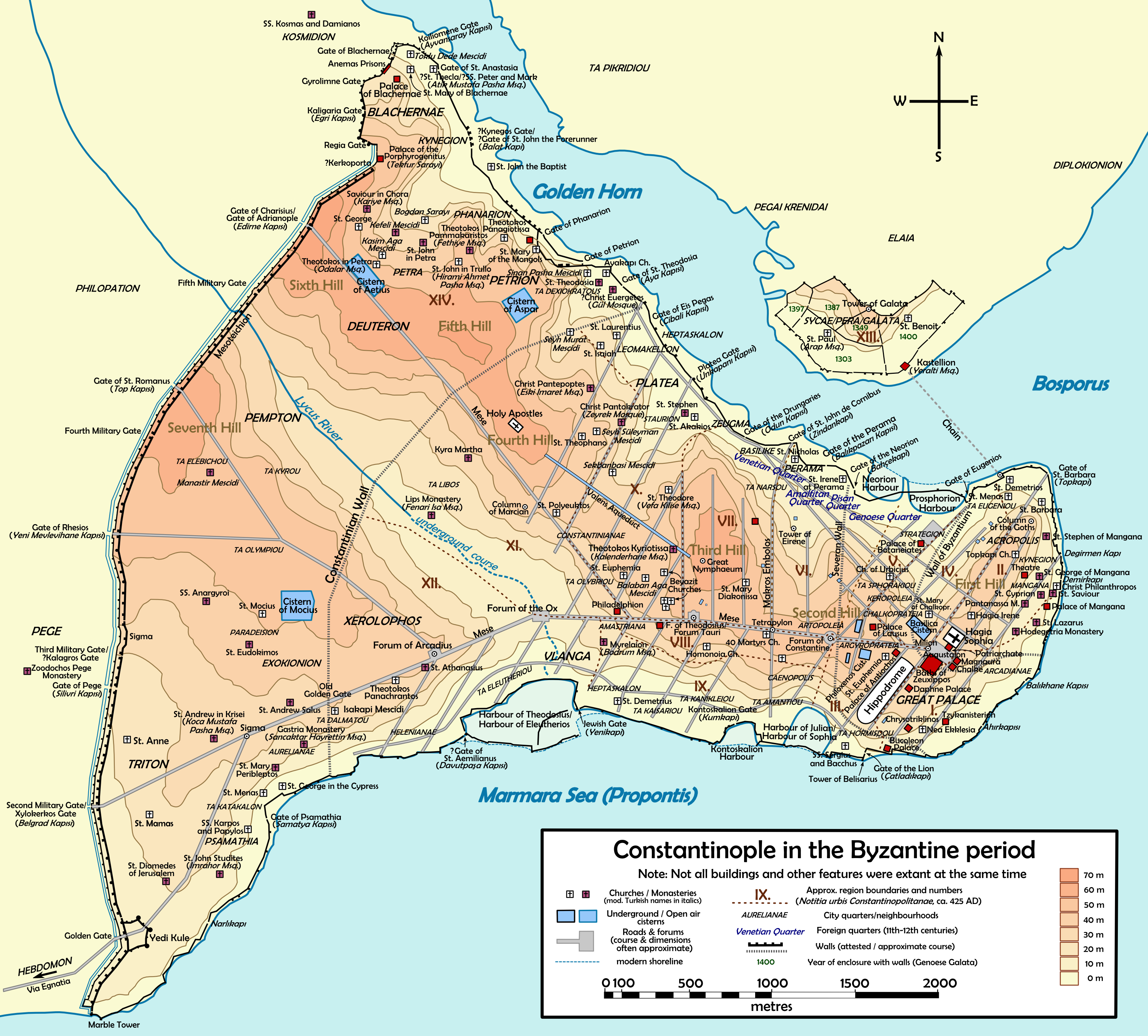
Karte des byzantinischen Konstantinopel. Der Prosphorion-Hafen lag im nordöstlichen Teil der Stadt am Südufer des Goldenen Horns an der Mündung zum Bosporus

Der Prosphorion-Hafen (altgriechisch Προσφόριον) war ein byzantinischer Hafen in Konstantinopel. Erbaut wurde der Hafen bereits in der Zeit der griechischen Kolonie Byzantion (gegründet 657 v. Chr.), der Vorgängersiedlung von Konstantinopel. Genutzt wurde das Bauwerk bis zum Ende des ersten Jahrtausend n. Chr.:235:235 Es war der erste Hafen der Stadt Konstantinopel.

## Lage
Der Hafen lag am Südufer des Goldenen Horns, östlich der heutigen Galata-Brücke, in der Region I von Konstantinopel, wo die Seemauer am byzantinischen Eugenius-Tor (osmanisch Yalıköşkü Kapısı) einen starken Knick macht, und sich nach Westen fortsetzte, dort wo nach der Mündung des Goldnen Horns eine breite Bucht lag. Diese Bucht, einst Hafenbecken, ist heute verfüllt und Teil des Geländes des Sirkeci-Bahnhofs südlich des Sepetçiler Köşkü. Das Gebiet gehört zum Stadtviertel Hoca Paşa in Eminönü, das Teil des Istanbuler Stadtbezirks Fatih ist.

## Geschichte

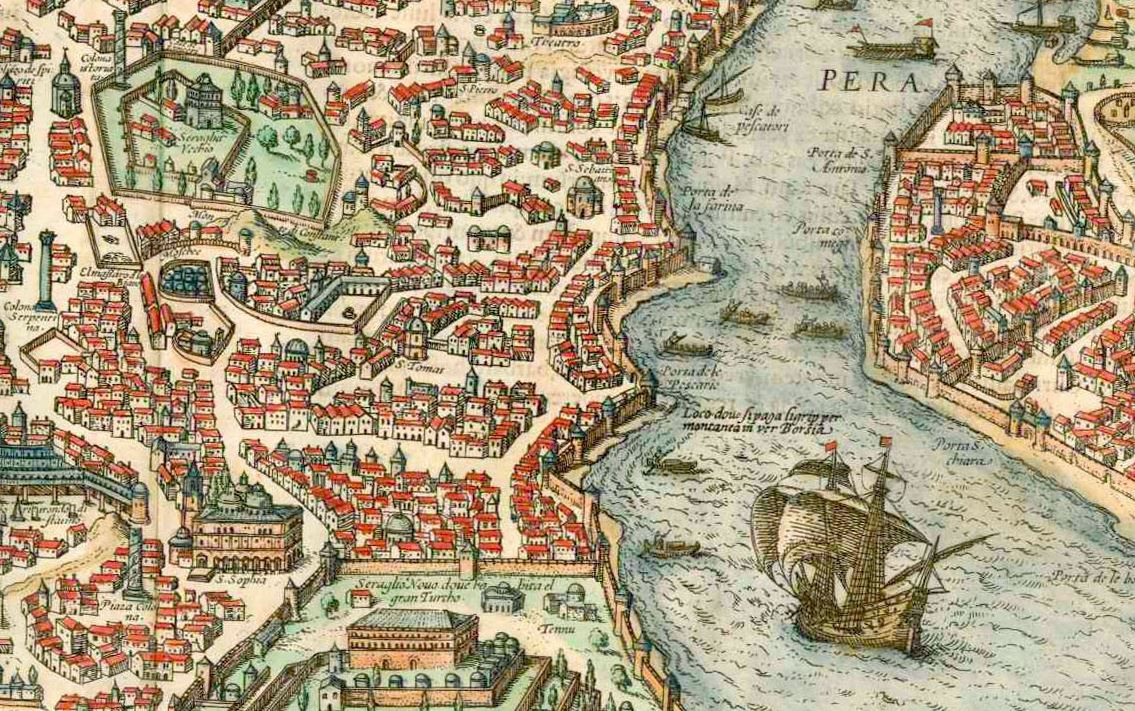
Der Prosphorion-Hafen (erste Bucht auf der linken Seite des Goldenen Horns), Byzantium nunc Constantinopolis von Braun and Hogenberg (1572)

Der erste Hafens Konstantinopels wurde schon in der Zeit Byzantions in einer Bucht am Südufer des Goldenen Horns erbaut. Das Viertel hieß in byzantinischer Zeit nach dem Eugenius-Tor ta Eugeniou (altgriechisch τὰ Εὑγενίου).:235 Der Hafen lag am Fuß des ersten Hügels der Stadt Konstantinopel.:235 Dank seiner Lage wurde der Hafen von den starken Südwestwinden der Propontis verschont. Nachdem die Stadt von dem römischen Kaiser Septimius Severus 196 n. Chr. zur Bestrafung für die Unterstützung seines Rivalen Pescennius Niger zerstört worden war, begann der Wiederaufbau. Der Hafen wurde nach Westen vergrößert und dehnte sich schließlich bis auf das Gebiet des heutigen Bahnhofs Sirkeci aus. Der erste Anlegeplatz (scala Timasi) lag wohl schon nahe dem Eugenius-Tor und war nach Timasius († ca. 396) benannt, einem Heermeister Theodosius’ I. Kurz nach der Gründung Konstantinopels durch Konstantin den Großen im Jahr 324 wurde der Hafen als „geschlossener Hafen“ (κλειστός λιμήν kleistos limēn) bekannt, weil er durch Molen, Seemauern und den Eugenius-Turm geschützt war.
Der Name „Prosphorion“, den der Hafen erst nach der Gründung der Stadt Konstantinopel erhielt, könnte einerseits durch die Nähe zum Markt (πρόσφορον prosphoron) entstanden sein,:235 oder aber von der Betitelung des nahen Platzes Phosphorion (Φωσφόριον), der aufgrund der Legende entstand, dass hier Hekate Phosphoros („Lichtträgerin“) Licht entzündete, um den Verteidigern der Stadt Byzantium dabei zu helfen, Philip II. von Makedonien zu besiegen.:17 Eine andere Theorie vermutet, dass der Name von einem nahen Rindermarkt (βοσπόριον, βοόσπορος oder βόσπορος bosporion, boosporos oder bosporos) stammen könnte, der unter Kaiser Konstantin V. im 8. Jahrhundert in die Nähe des Forum Tauri verlagert wurde.:235
Zweihundert Jahre zuvor hatte Kaiser Justinian I. den Markt für Seegüter bereits vom Prosphorion in den größeren Sophienhafen an der Propontisküste verlegt.:235 Im Hafen war die Anlegestelle Scala Chalcedonensis für die Einwohner von Chalkedon auf der anderen Seite des Bosporus reserviert.:235 Abgesehen davon hatte der Hafen nur eine Funktion als Handelshafen: Im Prosphorion wurden die Wirtschaftsgüter vom Bosporus, dem Schwarzen Meer und Asien gelöscht.:235 Die Region um den Hafen war deshalb ein lebendiges Wirtschaftszentrum mit vielen Geschäften: Die Notitia Urbis Constantinopolitanae dokumentierte, dass im 5. Jahrhundert vier von sechs Horrea (Lagerhäuser) der Stadt im Prosphorion-Gebiet lagen. Allerdings hatte der Hafen immer Probleme mit Sedimentablagerungen der mündenden Flüsse und verlandete deshalb noch im ersten Jahrtausend nach Christus. Noch bis in die spätbyzantinische Palaiologen-Zeit wurde der ehemalige Hafen aber als Werft genutzt für die Schiffe des Kaisers, die dieser vom Blachernen-Palast zur Hagia Sophia nutzte. Anlegestelle und Werft lagen vor dem Eugenius-Tor, das in dieser Zeit auch Kaisertor genannt wurde, weil der Kaiser durch das Tor zur Hagia Sophia gehen musste.
Im Jahr 1457 wurde das Gelände des aufgegebenen Hafens von den Osmanen von der Mauer des Topkapı-Palasts eingehegt.